# Alsóladács
Alsóladács (1899-ig Alsó-Vladicsa, szlovákul: Nižná Vladiča) Vladicsa község része, egykor önálló falu Szlovákiában, az Eperjesi kerületben, a Sztropkói járásban.

## Fekvése
Sztropkótól 16 km-re északkeletre fekszik. Vladicsa déli részét képezi.

## Története
Alsóladácsot 1420 körül a vlach jog alapján alapították soltész általi betelepítéssel. Első írásos említése 1430-ból származik. A sztropkói uradalomhoz tartozott. 1600-ban 3 jobbágyháza volt. 1715-ben 4, 1720-ban 5 háztartása adózott.
A 18. század végén Vályi András így ír róla: „VLADICSA. Orosz falu Sáros Várm. földes Ura Gr. Szirmay Uraság, lakosai többen ó hitüek, fekszik Dricsnához közel; határja olly forma, mint Dricsnáé.”
1828-ban 20 házában 154 lakos élt.
Fényes Elek 1851-ben kiadott geográfiai szótárában így ír a faluról: „Vladicsa, Sáros vm. orosz f. a makoviczi uradal., Duplin fil. 5 római, 155 gör. kath., 7 zsidó lak. Ut. post. Komarnyik.”
Borovszky Samu monográfiasorozatának Zemplén vármegyét tárgyaló része szerint: „Alsóladács, azelőtt Alsó-Vladicsa. Tót kisközség. Mindössze 20 háza és 114 gör.-kath. vallású lakosa van. A XVI. században Wladjszka alakban a kir. kamara birtokaként említik, a XVI. század első felében Perényi Gábor volt az ura, de 1569-ben Pethő János kapott rá kir. adományt. Még a XVII. század végén is a Pethő grófok sztropkói uradalmához tartozik, de a XVIII. század vége felé már a Jekelfalussyak kezén találjuk. Majd a gróf Barkóczy és a báró Dessewffy családé. Most nincs nagyobb birtokosa. 1663-ban a pestis dúlt lakosai között. 1881-ig Sáros vármegyéhez tartozott. A faluban nincs templom. Postája Havaj, távírója Sztropkó, vasúti állomása Mezőlaborcz.”
1910-ben 132, túlnyomórészt ruszin lakosa volt. A trianoni diktátumig Zemplén vármegye Mezőlaborci járásához tartozott.
Alsó- és Felsőladácsot 1965-ben Vladiča (Ladács) néven egyesítették.

## Nevezetességei
Görögkatolikus temploma.

## Lásd még
- Felsőladács
- Vladicsa
- Derencs
- Szárazhegy